# Radio-Aktivität
Radio-Aktivität (en español Radio Actividad), distribuido a nivel internacional en inglés con el título Radio-Activity, es el quinto álbum del grupo alemán de música electrónica, Kraftwerk, publicado en 1975.
Se trata del primer disco de Kraftwerk completamente producido por Ralf Hütter y Florian Schneider en su estudio Kling Klang, y el primero en el que toca la alineación "clásica" del grupo, Hütter y Schneider, con Karl Bartos y Wolfgang Flür. Toda la música fue compuesta por Hütter y Schneider, colaborando Emil Schult en las letras. Schult también diseñó el arte del disco, que consiste en una ilustración modificada de una radio de los años 30.
Es uno de los primeros discos de Kraftwerk en usar el teclado Vako Orchestron (para coros, cuerdas y como órgano) que el grupo compró durante su gira Autobahn por EE. UU. También juega una importancia capital la percusión electrónica creada por el propio grupo, así como el vocoder. Durante el disco aparecen los sintetizadores habituales, como el Minimoog y el ARP Odyssey. Por primera vez, el grupo no utilizó flauta, violín o guitarra.
Radio-Aktivität fue publicado en un nuevo sello creado en el momento de su publicación, Kling Klang Verlag, lo que permitió al grupo tener todo el control financiero sobre su creación.

## Lista de canciones
Edición alemana
| Lado A |                                   |                           |          |  |
| N.º    | Título                            | Escritor(es)              | Duración |  |
| 1.     | «Geigerzähler» (Contador Geiger)  | Hütter, Schneider         | 1:07     |  |
| 2.     | «Radioactivität» (Radioactividad) | Hütter, Schneider, Schult | 6:42     |  |
| 3.     | «Radioland» (Tierra de la Radio)  | Hütter, Schneider, Schult | 5:50     |  |
| 4.     | «Ätherwellen» (Ondas)             | Hütter, Schneider, Schult | 4:39     |  |
| 5.     | «Sendepause» (Intermisión)        | Hütter, Schneider         | 4:19     |  |
| 6.     | «Nachrichten» (Noticias)          | Hütter, Schneider         | 1:17     |  |

| Lado B |                                                 |                           |          |  |
| N.º    | Título                                          | Escritor(es)              | Duración |  |
| 1.     | «Die Stimme der Energie» (La voz de la energía) | Hütter, Schneider, Schult | 0:55     |  |
| 2.     | «Antenne» (Antena)                              | Hütter, Schneider, Schult | 3:43     |  |
| 3.     | «Radio Sterne» (Estrellas de la Radio)          | Hütter, Schneider, Schult | 3:35     |  |
| 4.     | «Uran» (Uranio)                                 | Hütter, Schneider, Schult | 1:26     |  |
| 5.     | «Transistor»                                    | Hütter, Schneider         | 2:15     |  |
| 6.     | «Ohm Sweet Ohm» (Ohmio, dulce ohmio)            | Hütter, Schneider         | 5:39     |  |

Edición inglesa
| Lado A |                  |                           |          |  |
| N.º    | Título           | Escritor(es)              | Duración |  |
| 1.     | «Geiger Counter» | Hütter, Schneider         | 1:07     |  |
| 2.     | «Radioactivity»  | Hütter, Schneider, Schult | 6:42     |  |
| 3.     | «Radioland»      | Hütter, Schneider, Schult | 5:50     |  |
| 4.     | «Airwaves»       | Hütter, Schneider, Schult | 4:39     |  |
| 5.     | «Intermission»   | Hütter, Schneider         | 4:19     |  |
| 6.     | «News»           | Hütter, Schneider         | 1:17     |  |

| Lado B |                       |                           |          |  |
| N.º    | Título                | Escritor(es)              | Duración |  |
| 1.     | «The Voice of Energy» | Hütter, Schneider, Schult | 0:55     |  |
| 2.     | «Antenna»             | Hütter, Schneider, Schult | 3:43     |  |
| 3.     | «Radio Stars»         | Hütter, Schneider, Schult | 3:35     |  |
| 4.     | «Uranium»             | Hütter, Schneider, Schult | 1:26     |  |
| 5.     | «Transistor»          | Hütter, Schneider         | 2:15     |  |
| 6.     | «Ohm Sweet Ohm»       | Hütter, Schneider         | 5:39     |  |

## Equipo
- Roland RE-201 Space Echo
- ARP Odyssey
- Minimoog
- Farfisa Rhythm Unit 10
- EMS Synthi A
- Osciloscopio
- Vako Orchestron
- Votrax VS6 sintetizador de voz
- Percusión electrónica propia

## Personal
- Ralf Hütter – voz, sintetizador, orchestron, caja de ritmos, instrumentos electrónicos.
- Florian Schneider – voz, vocoder, votrax, sintetizador e instrumentos electrónicos.
- Karl Bartos – percusión electrónica.
- Wolfgang Flür – percusión electrónica.
- Peter Bollig – ingeniero técnico (Kling Klang Studio, Düsseldorf).
- Walter Quintus – ingeniero de sonido (Rüssl Studio, Hamburg).
- Robert Franke – fotografía.
- Emil Schult – artwork.